# Nierówność izoperymetryczna
Nierówność izoperymetryczna – nierówność zachodząca dla dowolnej figury płaskiej:
{\displaystyle Q={\frac {4\pi A}{p^{2}}}\leqslant 1,}
gdzie:
{\displaystyle A} – pole powierzchni figury,
{\displaystyle p} – obwód figury,
{\displaystyle Q} – tzw. iloraz izoperymetryczny.
Zdefiniowany w nierówności iloraz perymetryczny jest równy jedności {\displaystyle Q=1} jedynie w przypadku koła, dla wszystkich innych figur jest mniejszy od jedności {\displaystyle Q<1.} Własność tę inaczej wyrażają dwa równoważne stwierdzenia:
- spośród wszystkich figur płaskich o zadanym obwodzie koło ma największe pole,
- spośród wszystkich figur płaskich o zadanym polu koło ma najmniejszy obwód.

Nierówność izoperymetryczna jest rozwiązaniem szczególnego (dwuwymiarowego) przypadku problemu izoperymetrycznego, jednego z zadań rachunku wariacyjnego.